# Eksperimentel arkæologi
Eksperimentel arkæologi (også kaldet eksperiment arkæologi eller eksperimenterende arkæologi) bruger et antal forskellige metoder, teknikker, analyser og fremgangsmåder for at kunne opstille og afprøve hypoteser, der bygger på arkæologisk kildemateriale som f.eks. gamle bygningsværker eller andre artefakter. Det bør ikke forveksles med primitiv teknologi, som ikke er optaget af nogen form for arkæologisk eller historisk bevislighed. Living history og reenactment, der almindeligvis udføres som en hobby, er lægfolks version af denne akademiske disciplin.
Én af de vigtigste former for eksperimentel arkæologi er fremstilling af kopier af historiske bygninger, hvor man udelukkende har brugt historisk korrekte teknikker. Det kendes sommetider som rekonstruktionsarkæologi eller rekonstruktionel arkæologi; men det ligger i rekonstruktion, at man skaber nøjagtige efterligninger af fortidens genstande, mens der i virkeligheden er tale om at konstruere én persons forestilling om fortiden; det mest korrekte, arkæologiske betegnelse er ”en arbejdende konstruktion af fortiden” . I de senere år har eksperimentel arkæologi været vist på adskillige fjernsynsproduktioner, f.eks. BBCs Building the Impossible og PBS's Secrets of Lost Empires. De mest bemærkelsesværdige har været forsøgene på at skabe flere af Leonardo da Vincis konstruktioner på grundlag af hans skitsebøger, som f.eks. en kampvogn fra det 16. århundrede.

## Eksempler

### Butser Ancient Farms
Et af de tidligste eksempler er Butser Ancient Farm, der blev grundlag ti 1970, og som genskaber bygninger fra britisk arkæologi for at teste teorier om konstruktion, brug og materialer. I dag omfatter stedet en fungerende stenaldergård, et bronzealder-rundhus, en jernalderlandsby, en romersk villa og saksiske langhaller. Arbejdet udført ved Butser har været afgørende for at etablere eksperimentel arkæologi som en legitim arkæologisk disciplin og har også bidraget til at bringe studiet af forhistorien ind i den britiske skolepensum.
Butser udfører stadig langtidsforsøg inden for forhistorisk landbrug, husdyravl og fremstilling for at teste ideer fremsat af arkæologer og introducere besøgende til disciplinen.

### Sagnlandet Lejre
Sagnlandet Lejre blev grundlagt i 1964 som Historisk-arkæologisk Forsøgscenter i Lejre ved Roskilde, og er dermed det ædste eksperimentelarkæologiske frilandsmuseum i Danmark. Her er opført rekonstruerede bygninger fra stenalderen, jernalderen, vikingetiden og 1800-tallet. Der er bl.a. blev arbejdte med genskabelse af begravelser fra bronze- og jernalderen. Dertil kommer forsøg med fremstilling af forhistoriske redskaber og arbejdsmetoder. I 1967 opførte man et jernalderhus for derefter at brænde det ned, så man kan sammenligne det med arkæologiske brandtomter.

### Middelaldercentret
På Middelaldercentret har man opført et udsnit af en dansk købstad omkring år 1400. Stedet blev grundlagt med rekonsturktionen af en blide i 1989, et udbredt belejringsvåben fra perioden. Siden er der blevet udført utallige eksperimentel arkæologiske forsøg. Af flere omgange har man udført vinterbeboelse i husene for at undersøge forhold som temperatur, lys og døgnrytme om vinteren. Museet har også udført skydeforsøg med en rekonstrueret bronzekanon, der er fremstillet efter et fund fra Loshult i Sverige. Forsøgene viste at skuddene var langt mere præcise og kraftfulde end den gængse opfattelse om, at tidligere krudtvåben vade både upræcise og ineffektive.

### Andre eksempler
- Kon-Tiki (1947), en balsaflåde, bygget af Thor Heyerdahl, som sejlede den fra Peru til Polynesien for at bevise muligheden af en kulturel udveksling mellem Sydamerika og Polynesien.
- Forsøg med at transportere store sten som dem, der blev brugt i Stonehenge, over korte afstande og udelukkende med anvendelse af teknologi, som må have været kendt på den tid. De oprindelige sten blev sandsynligvis flyttet fra Pembrokeshire til byggestedet på sletten ved Salisbury.
- Siden 1970'erne har genskabelsen af bindingsværkshuse ved West Stow, Suffolk, England, styrket forståelsen af de tidlige, angelsaksiske bygninger. Dette omfattende forskningsprogram med eksperimenter og praktiske erfaringer fortsættes stadig.
- Genskabelsen af en del af Hadrians mur ved Vindolanda, udført på kort tid af lokale frivillige.
- Oldgræske triremer er blevet genskabt af dygtige søfolk ud fra tegninger og arkæologiske rester og er blevet afprøvet på havet med succes.
- Forsøg på at fremstille stål, der svarer til alle kendetegn på damascenerstål, hvis oprindelige fremstillingsproces har været glemt i århundreder. Rekonstruktioner af de Sri Lankanske højovne ved Samanalawewa er udført på University of Exeter, og man antager, at de har været den mest sandsynlige kilde til damascenerstålet.
- Eksperimenter i udmøntning af romertidens mønter.
- Eksperimenter, der anvender genskabte, gennemhullede hjortetakker som spydkastere.

- Guédelon, et middelalderligt byggeprojekt, som er placeret i Treigny, Frankrig.[11][12][13][14]
- Ozark middelalderfæstningen, et søsterprojekt til Guedelon, som er midlertidigt standset.
- Pamunkeyprojektet - Dr. Errett Callahan ledede en serie af levende eksperimenter med genskabelser fra den sene ”Woodlandperiode” i Tidewater, Virginia, USA.
- Marcus Junkelmann fremstillede romerske redskaber og udstyr til forskellige museer. Han afprøvede og analyserede tingene under forskellige genopførelser, heriblandt en gruppe romerske legionærers krydsning af Alperne i fuldt, autentisk udsyr (fra Augsburg til Verona).
- Rekonstruktionen af Galileis eksperiment med skråplanet.
- Rekonstruktion af Lomonosovs opdagelse af atmosfæren på Venus.[15]

## Variationer
Andre typer af eksperimentel arkæologi kan omfatte det at begrave moderne kopier af fortidens redskaber, smykker osv. i forskellige tidsrum for at kunne analysere nedgravningens påvirkning af dem. Nogle arkæologer har bygget moderne diger og grave og målt virkningerne af nedskridning, erosion og sammenstyrtning for bedre at kunne forstå, hvordan fortidige monumenter må have set ud fra begyndelsen.
Moderne flintesmedes arbejde er også en slags eksperimentel arkæologi, for man har lært meget om de mange typer flinteredskaber gennem den håndgribelige tilgang, det er at fremstille dem i praksis. Eksperimentalarkæologer har udstyret moderne, faglærte slagtere, bueskytter og skovhuggere med kopier af flintredskaber for at vurdere, hvor effektive de kan have været i forhold til bestemte arbejdsopgaver. Slidmærker på moderne flintereskaber bliver sammenlignet med de tilsvarende mærker på arkæologiske fund, sådan at det bliver muligt at afprøve sandsynligheden af hypoteser om deres anvendelse. Kileformede ”håndøkser” har vist sig at være særligt effektive til at skære kød fra knoglerne og til at opskære det.

## Populærkultur
Emnet har vist sig at være tilstrækkeligt populært til, at man har lavet flere fjernsynsproduktioner med genskabelse af fortidens bygninger og redskaber:
- BBC-serien fra 1978, Living in the Past, genskabte 15 frivilliges liv i en jernalderlandsby over en periode af 13 måneder.
- Discovery Channels I, Caveman: The Great Hunt[16]
- Discovery Channels The Colony[17] sæson 1 og 2 viste sider af eksperimentel arkæologi
- Discovery Channels Mythbusters udfører ofte eksperimentel arkæologi for at afprøve brugbarheden af mytiske fortidsvåben, bl.a. Archimedes' dødsstråle og trækanonen. Desuden har man afprøvet virkningen af kendte våben, bl.a. hwacha (en koreansk raketkaster) og virkningerne af kanonkugler og sprængstykker.